# Phthitia luteocercus
Phthitia luteocercus är en tvåvingeart som beskrevs av Marshall 1992. Phthitia luteocercus ingår i släktet Phthitia och familjen hoppflugor.
Artens utbredningsområde är British Columbia. Inga underarter finns listade i Catalogue of Life.